# Lava-lava

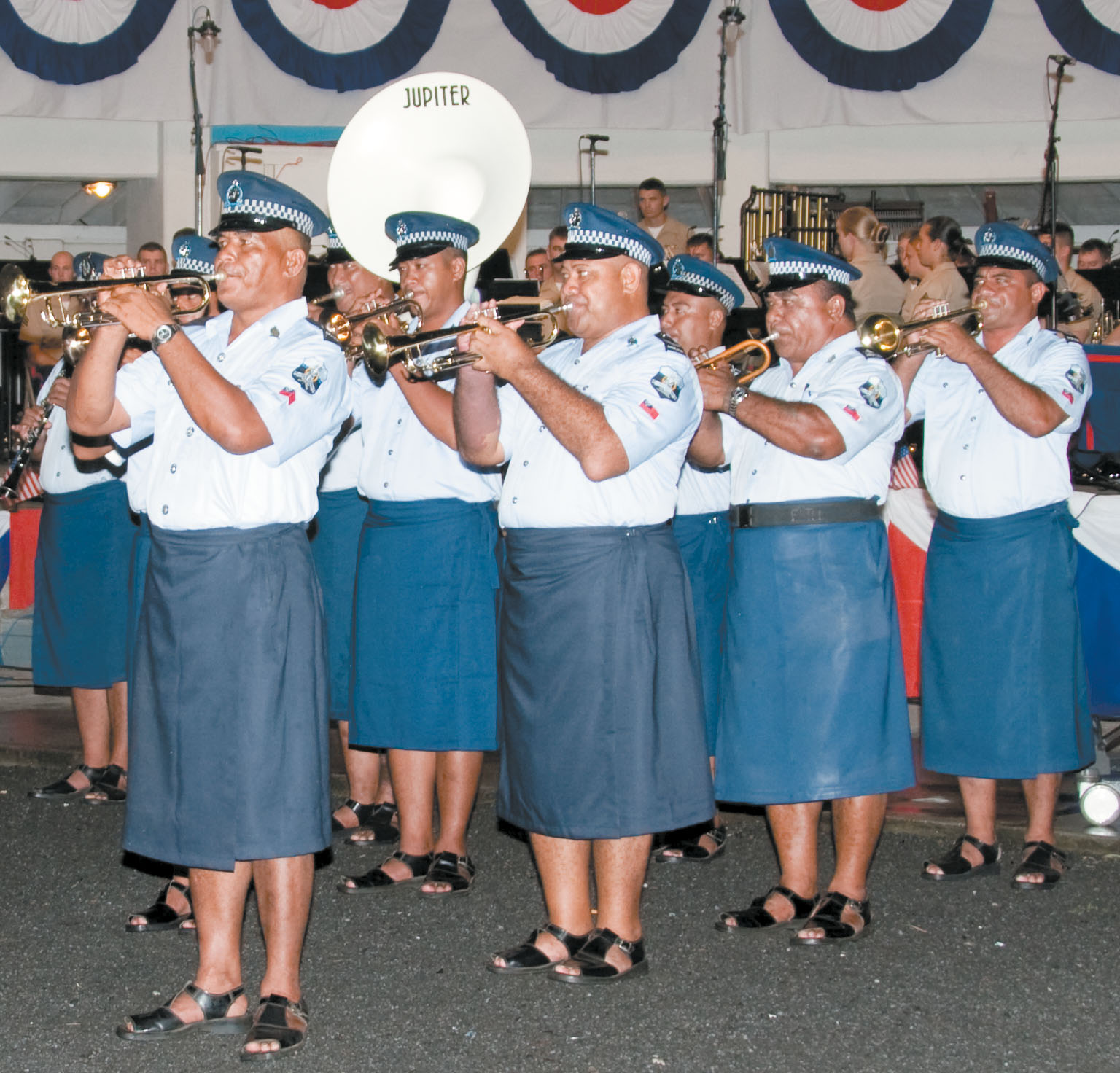
Banda de música de la policia samoana portant el lava-lava

Un lava-lava, també conegut com a 'ie (forma curta de 'ie lavalava), és un article de roba diària tradicionalment usat per polinesis i altres pobles d'Oceania. Es compon d'un sol llençol rectangular usat com a faldilla.
En samoà, el terme «lava-lava» es el mateix pel singular com pel plural.

## Ús habitual
Actualment la moda segueix sent comuna a Samoa, Samoa Americana, Tonga i parts de Melanèsia i Micronèsia. El lava-lava és usat per homes i dones, des dels uniformes escolars fins al vestit de negocis amb una jaqueta i corbata. Moltes persones de l'ètnia oceànica usen el lava-lava com a expressió d'identitat cultural i de confort dins de les comunitats expatriades, especialment als Estats Units d'Amèrica (especialment Hawaii, Alaska, Califòrnia, Washington i Utah), Austràlia i Nova Zelanda.

## Vestimenta
El lava-lava es fixa al voltant de la cintura per mitjà de nusos a les cantonades superiors de la tela; les dones solen ficar-se les puntes soltes a la cintura, mentre que els homes solen deixar-los passar pel davant. Les dones solen usar el lava-lava fins al turmell mentre que la longitud dels lava-lava dels homes sovint és entre el genoll i el turmell, depenent de l'activitat o ocasió.

## Història
Abans de l'arribada dels europeus a l'oceà Pacífic, el lava-lava més prestigiosa es feia embolcallant el cos amb una 'ie toga de capes fines (fins teixits de fulles de pandanus) o siapo (tapa) copejant morera de paper o escorça d'hibiscus silvestre. Els samoans també van crear lava-lava a partir de materials tradicionals, com pètals de flors, fulles, plomes i petxines marines lligades a un suport de fibres vegetals trenades.
El calicó i tela de cotó van reemplaçar en gran manera el teixit o la tela del lava-lava com a articles d'ús quotidià (encara que la 'ie toga i el siapo encara s'utilitzen actualment per a ocasions cerimonials, festivitats i espectacles de dansa). Els homes samoans que porten el pe'a (tatuatge corporal), així com les dones samoanes que porten el malu (tatuatges a les cames), solen lligar-se el lava-lava a la cintura o enganxar als costats la part posterior del lava-lava per exposar el seu tatuatge durant les actuacions de ball o funcions cerimonials (com ara les cerimònies ava), un estil anomenat agini.

## Formes actuals

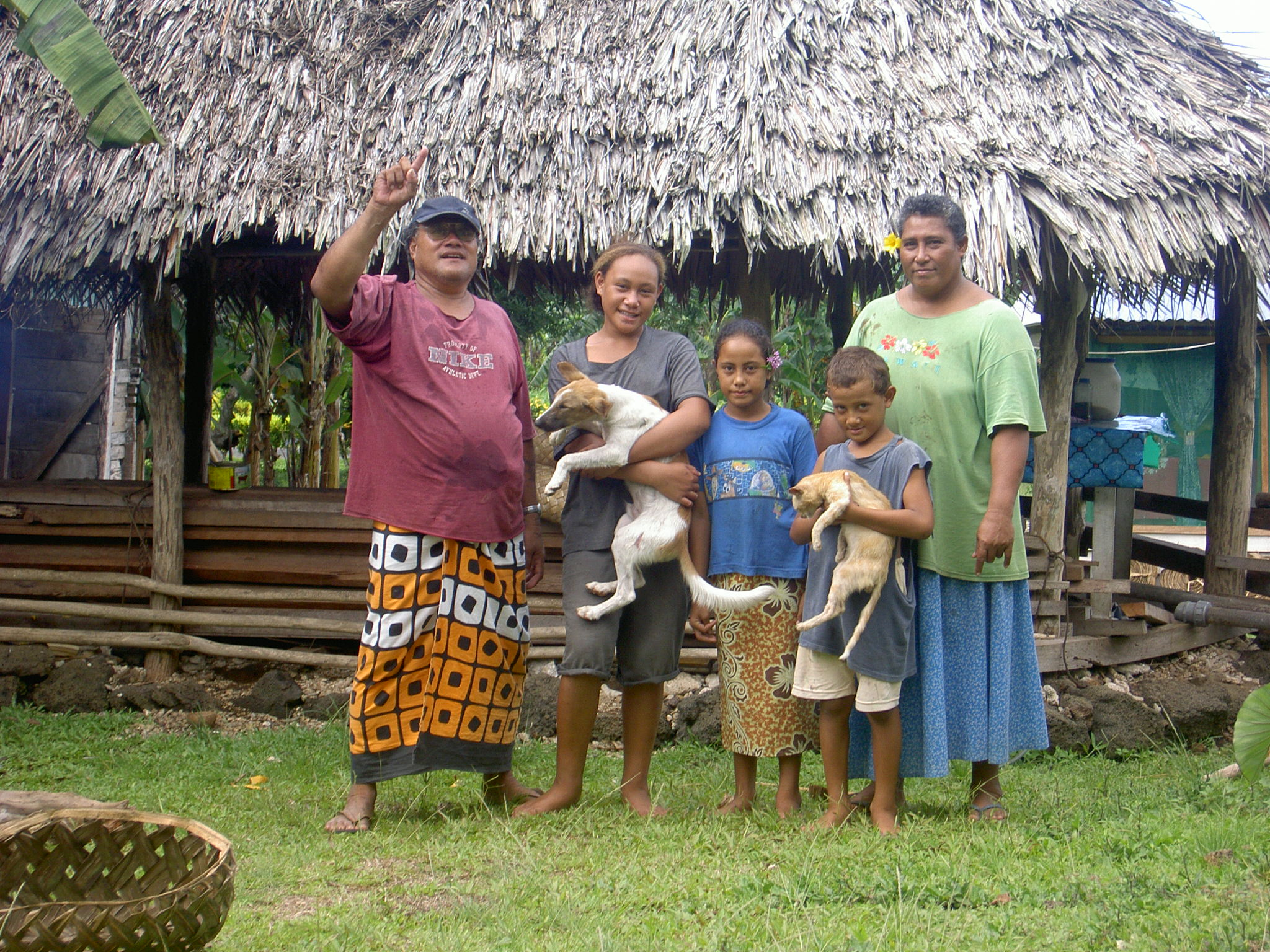
Família samoana

Els lava-lava que s'estenen fins a mitja cama, sovint amb butxaques i nus/sivella, són usats per homes en ocasions especials o per anar a l'església; aquests sempre són colors sòlids (en contrast amb els patrons brillants del lava-lava quotidià) i són coneguts amb el nom de sulu (a Fiji), 'ie faitaga (Samoa) o tupenu (Tonga).
Els lava-lava semblants a les faldilles fins als turmells formen la meitat inferior del vestit formal de dues peces usat per dones samoanes i tongaleses (anomenats puletasi i puletaha, respectivament).
En ocasions especials, el tupenu i el puletaha tongalesos solen associar-se amb un cinturó de tapa anomenat ta'ovala, i alguns samoans encara usen un vala (un cinturó de tapa) de manera similar (tot i que l'ús del vala es limita generalment als oradors de les cerimònies/festivitats o les persones que actuen / disfressen de donzelles taupou i o de noies provocatives manaia).
Els estils formals de lava-lava de Tonga, Samoa i Fiji es van originar amb el noble fijià Ratu Sir Lala Sukuna, que va introduir el sulu amb sivella a Fiji en 1920 després del seu servei militar i educació universitària a Europa.
Els lava-lava de colors forts fets a partir de materials com ara setí, vellut, polièster i lluentons s'han popularitzat recentment entre grups de ball d'actuació artística i corals de poble, esglésies o escolars.

## Noms i peces relacionades
Aquestes peces són anomenades genèricament sarong, però aquesta paraula és en realitat malaia, mentre que lava-lava és samoana. Un altre nom comú per a una varietat polinèsia és pāreu (normalment escrit pareo), que és el nom tahitià. A Nova Caledònia i Wallis i Futuna, el lavalava es diu manou. Un tipus de roba similar és el lap-lap que es fa a Papua Nova Guinea i el Pacífic Sud, que està completament obert a banda i banda.